# 附著器

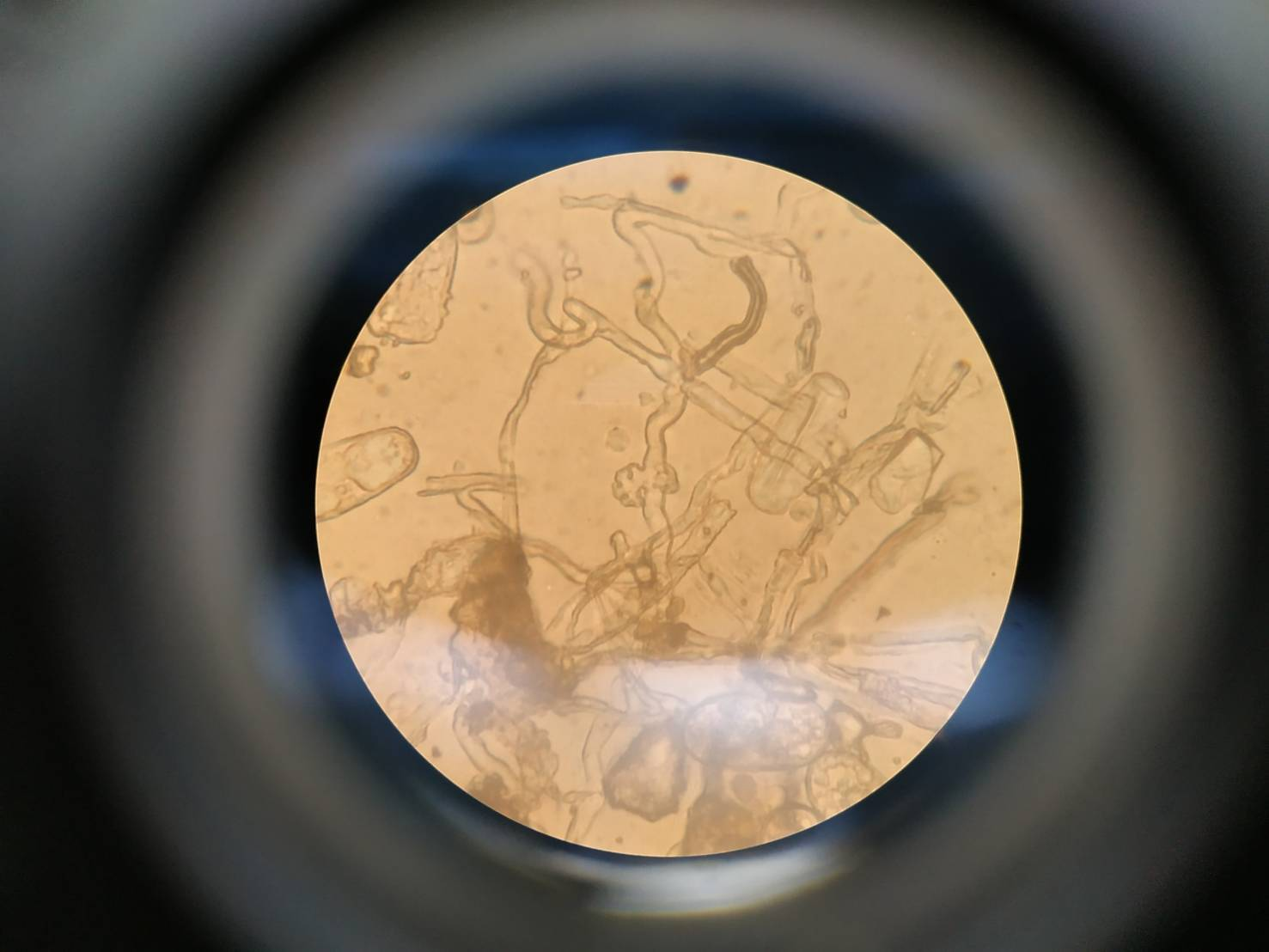
白粉病菌 Erysiphe mori的附著器(圖正中)

附著器（英語：Appressorium）是真菌用於進入宿主細胞的特化細胞，用於感染寄主植物，可以緊密附著於寄主的不同結構或器官。
附著器由胚芽管末端的發芽真菌孢子形成，孢子附著在植物表面並發芽，形成附著器。通過施加機械壓力將通過果膠纖維素壁並將其自身附著到宿主細胞的質膜上，產生能穿透宿主組織的感染菌絲，刺穿宿主角質層，這種壓力是通過滲透壓壓力進行的。 （页面存档备份，存于）

## 附著器發育過程
附著器發育過程包括孢子吸著，發芽，尖端生長，菌絲尖端膨大，細胞核分裂，橫隔板形成及黑色素形成等步驟；孢子的吸著與發芽管的吸著通常由不同的機制所控制。
孢子發芽產生短短的發芽管，於寄主體表產生附著器，侵入表皮進入細胞中膠層，再形成吸器以吸取寄主細胞之養分，爾後病原孢子會再產生其他發芽管、菌絲、附著器及吸器，蔓延在寄主體表。